# Viviane Mina Sidibé
 (mars 2024).
Viviane Mina Sidibé est une actrice malienne de cinéma,. Elle est mariée et mère d'un enfant.

## Biographie
En 2010, elle obtient son diplôme de Gestion (IUG) en spécialité hôtellerie et tourisme à l’Institut Universitaire.

## Prix
Trophée FESPACO et CANAL+ aux JCFA, mention spéciale du jury à la 5e édition du Festival de Bujumbura.